# Terra Sancta Museum
Le Terra Sancta Museum est un réseau de musées supervisé par la Custodie de Terre Sainte et situé dans la Vieille Ville de Jérusalem,. Ses origines remontent au premier « Musée des Pères Franciscains » ouvert en 1902 pour exposer les résultats des fouilles archéologiques conduites en Terre Sainte par le Studium Biblicum Franciscanum,. Il rassemble aujourd’hui le Terra Sancta Museum-Archéologie situé à l’Église de la Flagellation et le Terra Sancta Museum – Art et Histoire au Couvent de Saint-Sauveur,.

## Terra Sancta Museum-SBF Archaeological Museum
Successeur du musée originel établi par le Custode Frediano Giannini, cet établissement est consacré à l’Histoire de la Terre Sainte et aux origines du Christianisme. Il expose les découvertes des archéologues franciscains du SBF ainsi que des collections issues de legs et de donations,,,.
Le musée est organisé en trois ailes :
- La salle immersive « Via Dolorosa » présente aux publics une expérience multimédia retraçant en 15 minutes plus de 2000 ans d’Histoire de Jérusalem. Cet espace est situé dans la zone archéologique traditionnellement identifiée comme l’ancienne forteresse Antonia et le prétoire de Ponce Pilate[10].
- L’aile Saller, nommée d’après l’archéologue et premier directeur du musée de la Flagellation Fr. Sylvester Saller, propose un parcours centré sur la vie de Jésus Christ. Elle expose un ensemble de vestiges découverts lors de fouilles réalisées sur des lieux saints tels que Nazareth ou le site du Saint-Sépulcre[11].
- L’aile Corbo, nommée d’après le chercheur et archéologue Fr.Virgilio Corbo, est consacrée aux institutions politiques et à la vie quotidienne à l’époque du Nouveau Testament ainsi qu’au début du monachisme en Terre Sainte. Elle expose également au premier étage des vestiges épigraphiques, des lampes à huile byzantines, des collections d’objets en bronze et en verre ainsi que des pièces rattachées aux arts égyptiens, chrétiens, juifs et islamiques[4].

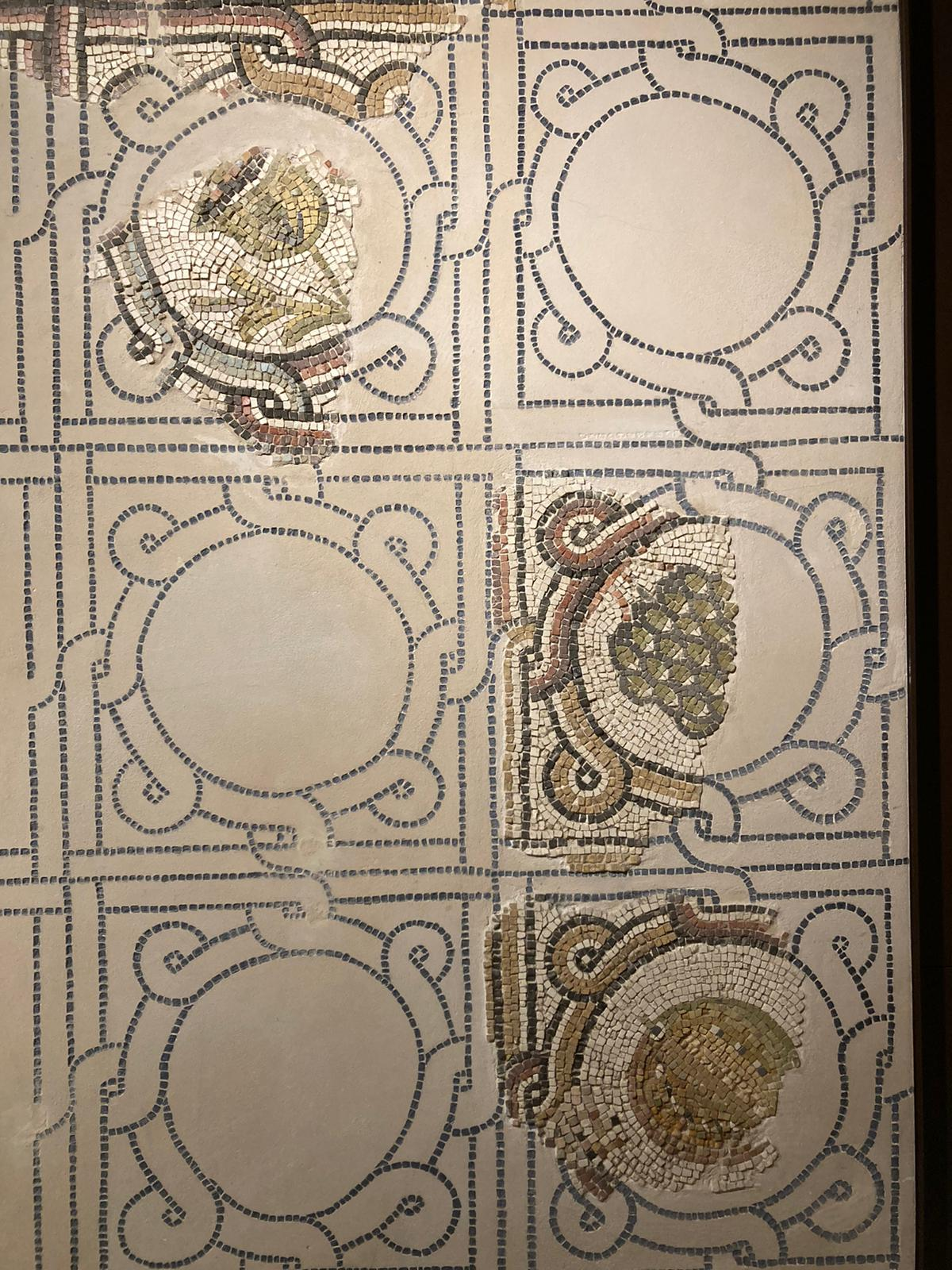
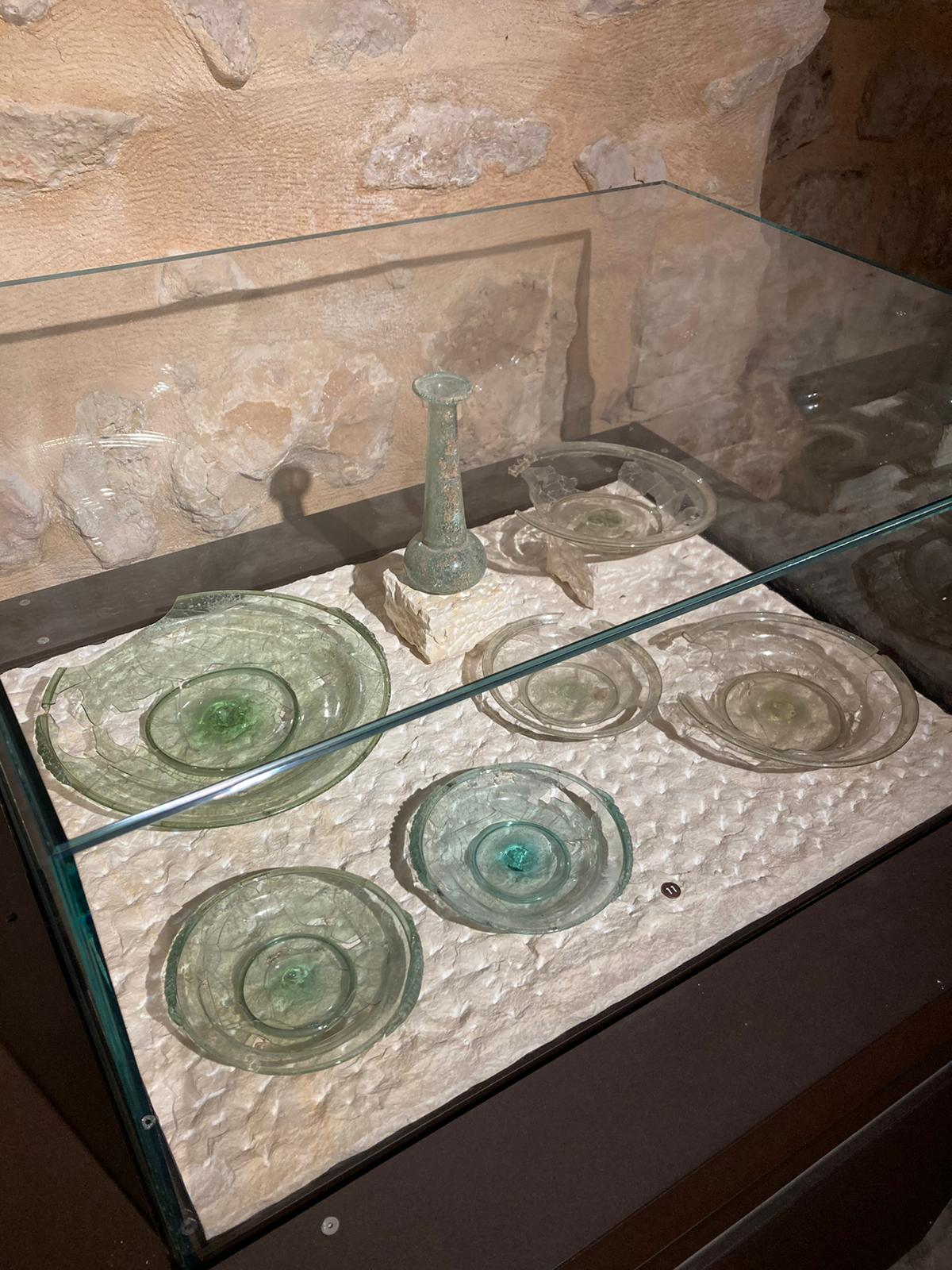
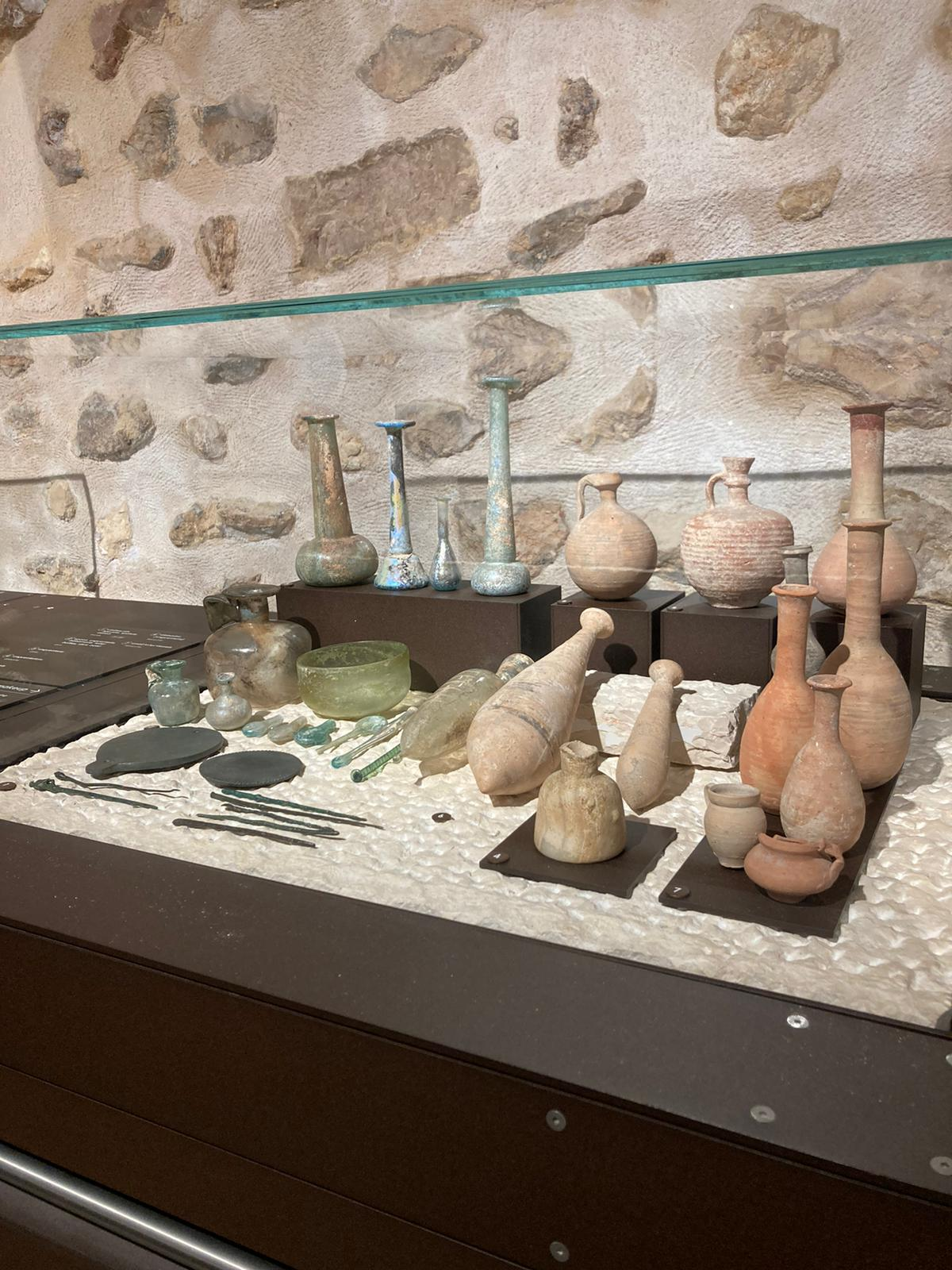
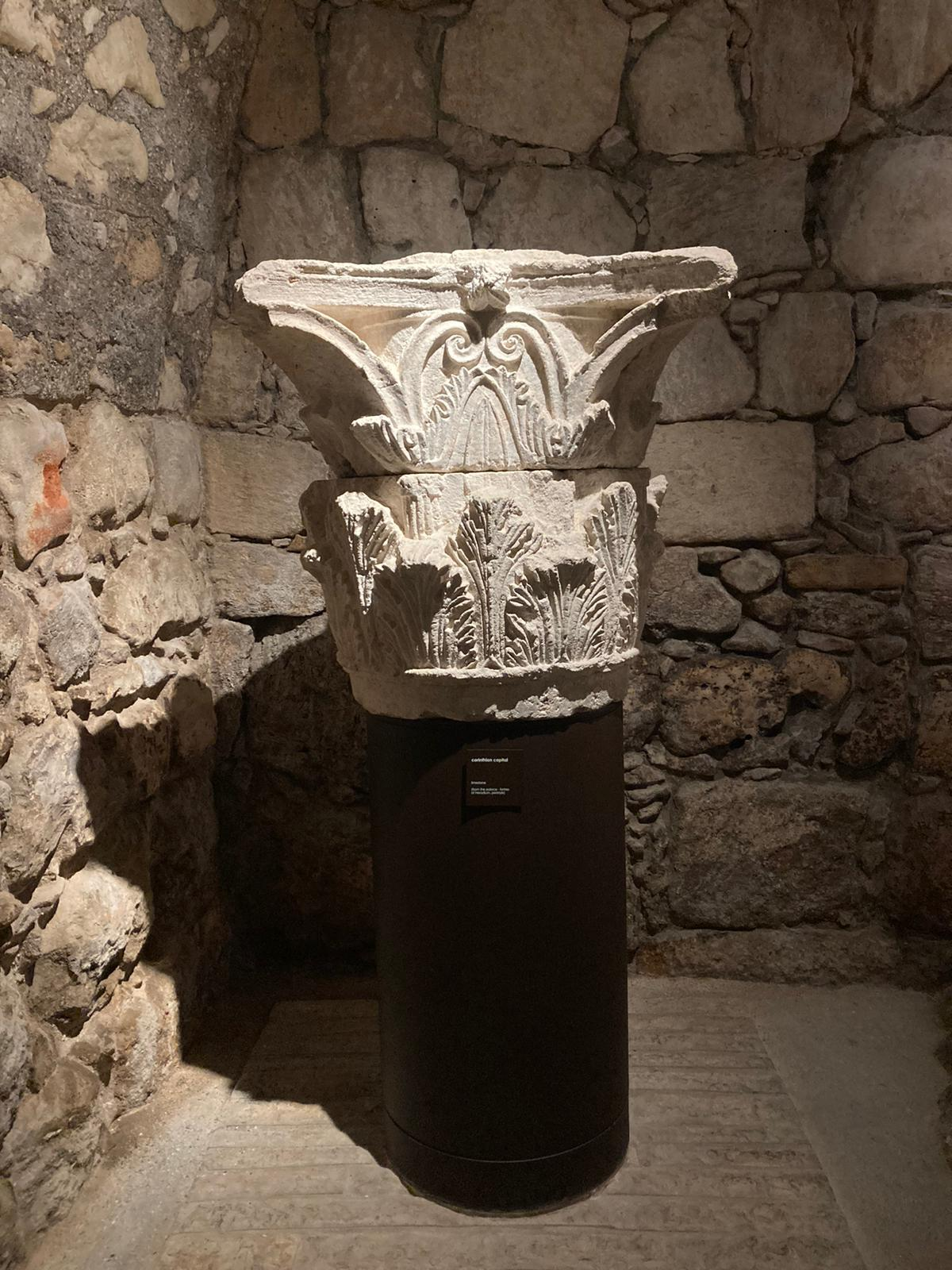
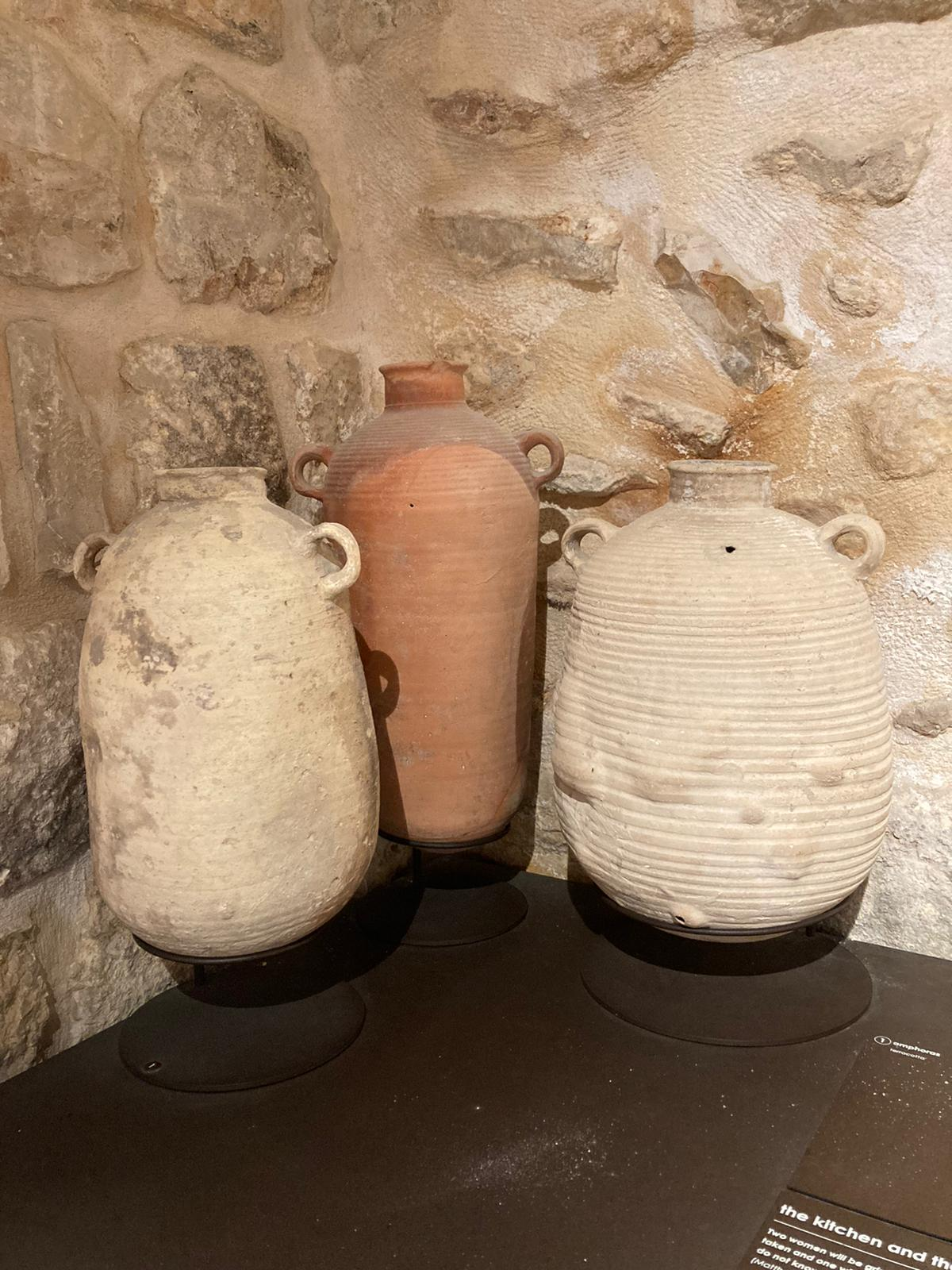
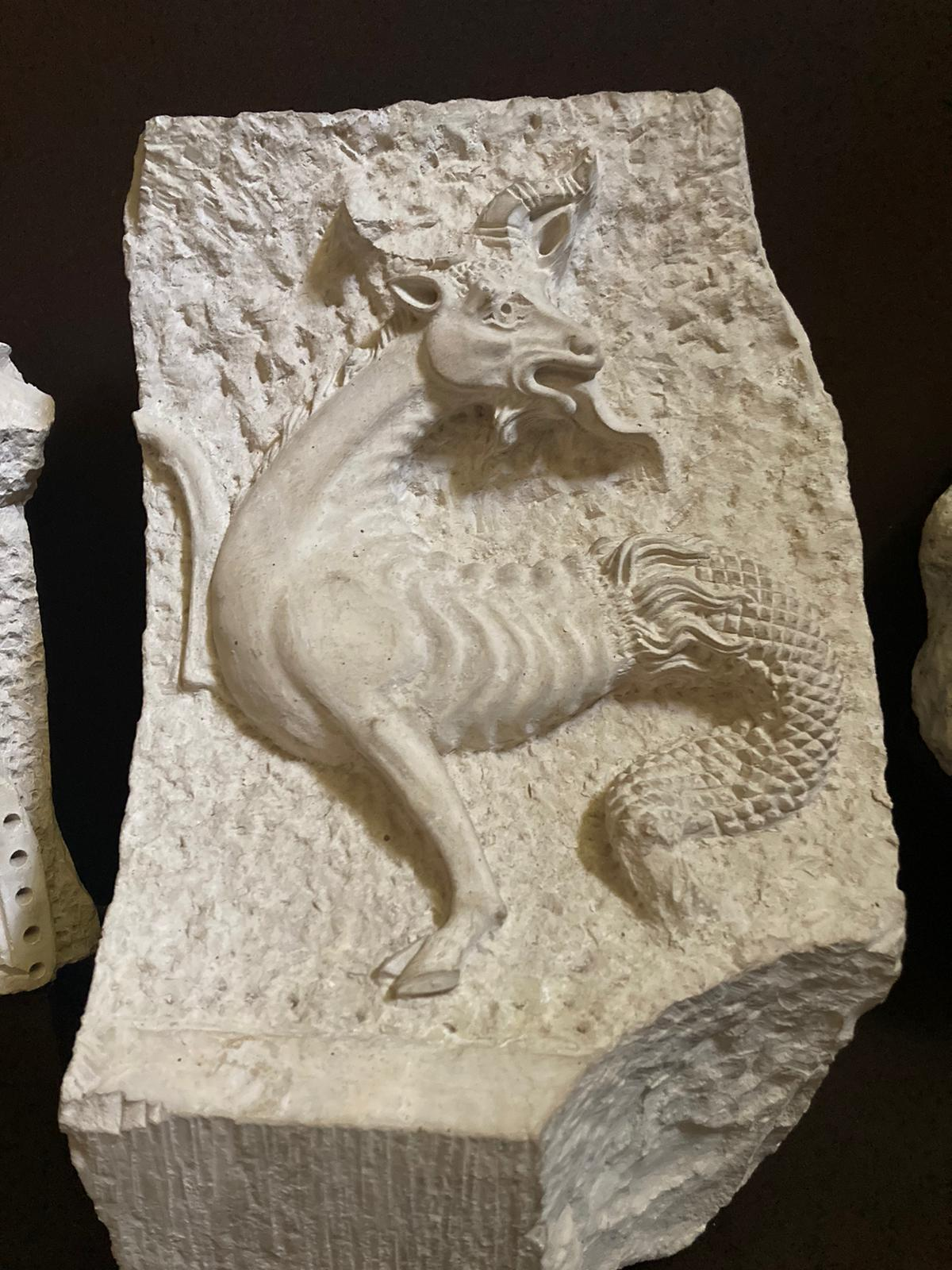

## Terra Sancta Museum-Art and History
Ce musée est actuellement en construction au Couvent de Saint-Sauveur, édifice situé dans le quartier chrétien de la Vieille Ville de Jérusalem. Le projet a été officiellement initié le 10 mars 2013 par Pierbattista Pizzaballa, alors Custode de Terre Sainte. Les travaux ont commencé en 2018 et devraient permettre d’accueillir le public en 2027.
Le Terra Sancta Museum – Art et Histoire exposera le patrimoine artistique et culturel conservé par la Custodie de Terre Sainte, depuis le Moyen-Âge jusqu’à l’époque contemporaine. Ses collections ont été exposées lors de plusieurs expositions à l’international présentées comme préalables à l’ouverture du musée à Jérusalem, notamment au Château de Versailles en 2013 et au Musée Calouste Gulbenkian de Lisbonne en 2023.
Le parcours sera articulé en trois sections :
- La section sur l’art chrétien oriental exposera des icônes, ouvrages textiles, bijoux et œuvres en nacre. Cette partie du musée témoignera de la profondeur des liens établis entre la Custodie de Terre Sainte et la population locale, ainsi que de la richesse d’un artisanat palestinien séculaire[15].
- La section sur l'Histoire et les missions de la Custodie de Terre Sainte présentera une collection liée à la présence franciscaine en Terre Sainte depuis le XIIIe siècle. Seront exposés des objets liturgiques précieux de la période des Croisades, une riche collection d'instruments de l'ancienne pharmacie du couvent, des documents et manuscrits issus des archives de la Custodie de Terre Sainte, ainsi qu’un ensemble lié à l'Ordre du Saint-Sépulcre[16].
- La section du « Trésor du Saint Sépulcre » exposera des dons offerts à la Custodie de Terre Sainte par de nombreux souverains catholiques au fil des siècles. Ce patrimoine unique comporte des pièces d’orfèvrerie, de paramentique[17] et du mobilier destinés à un usage liturgique ou à l’ornement d’espaces consacrés offerts par des dirigeants tel que  Philippe II d'Espagne, Louis XIV de France, Jean V de Portugal, Charles VII de Naples et Marie-Thérèse d'Autriche[14].

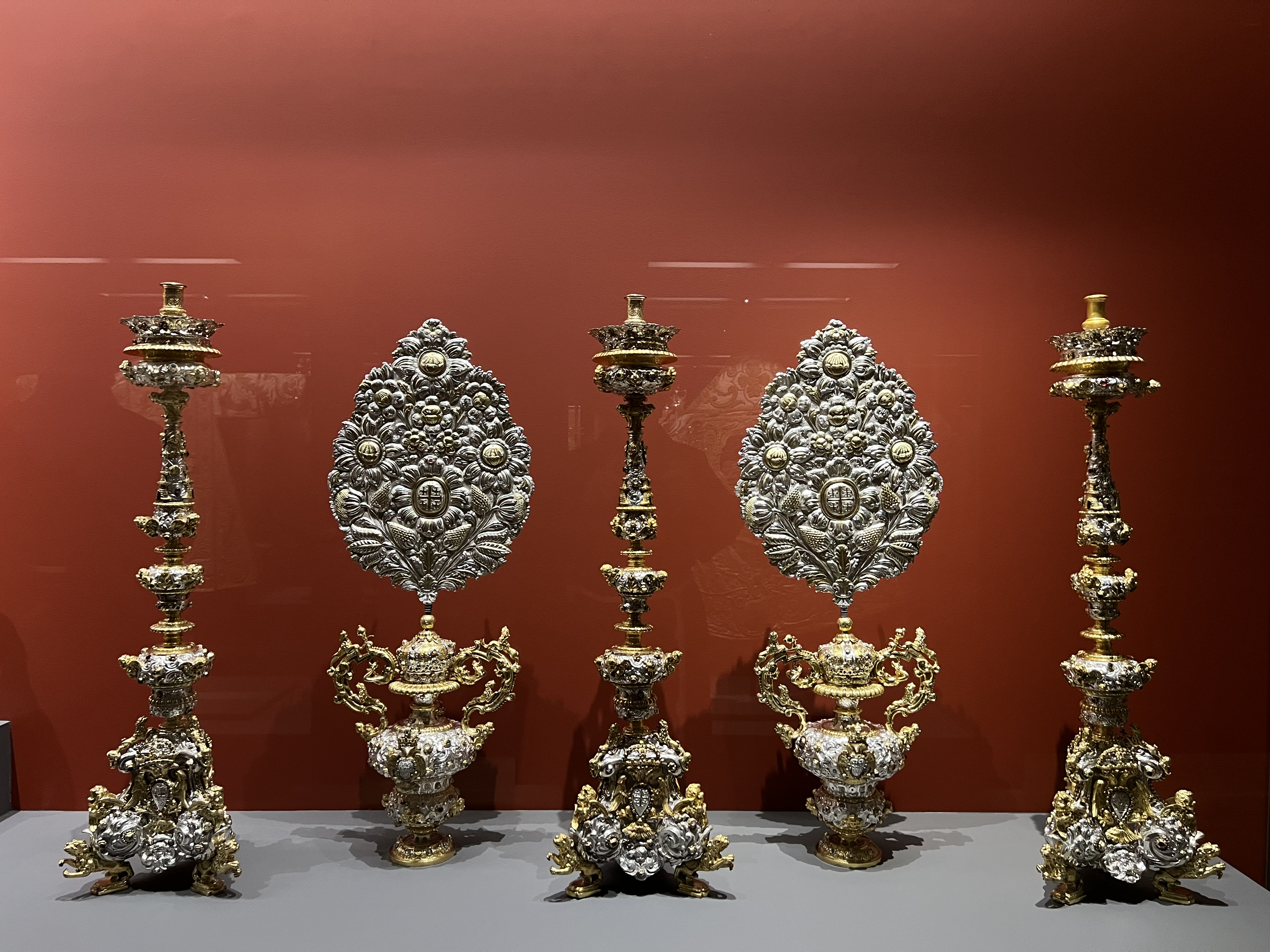
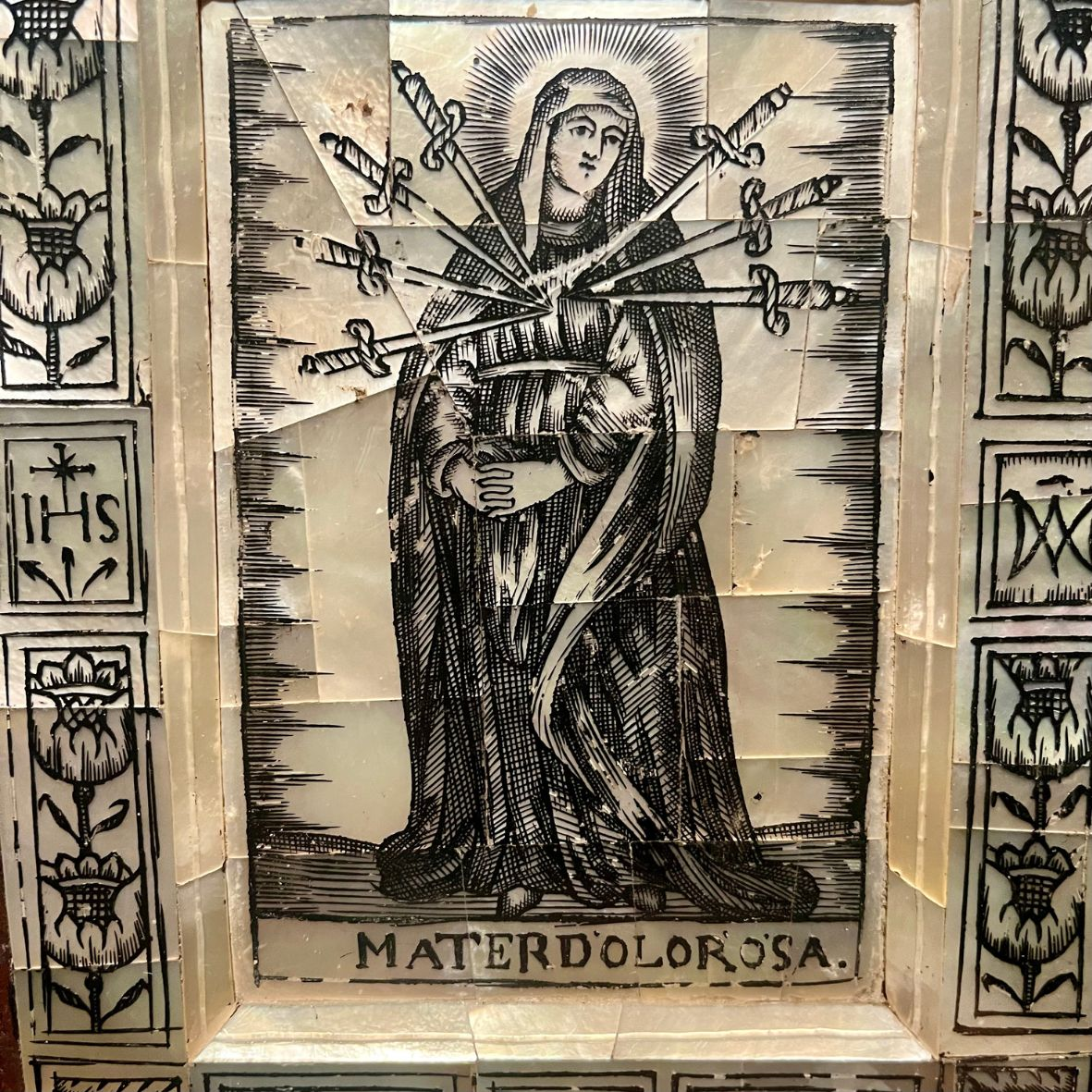
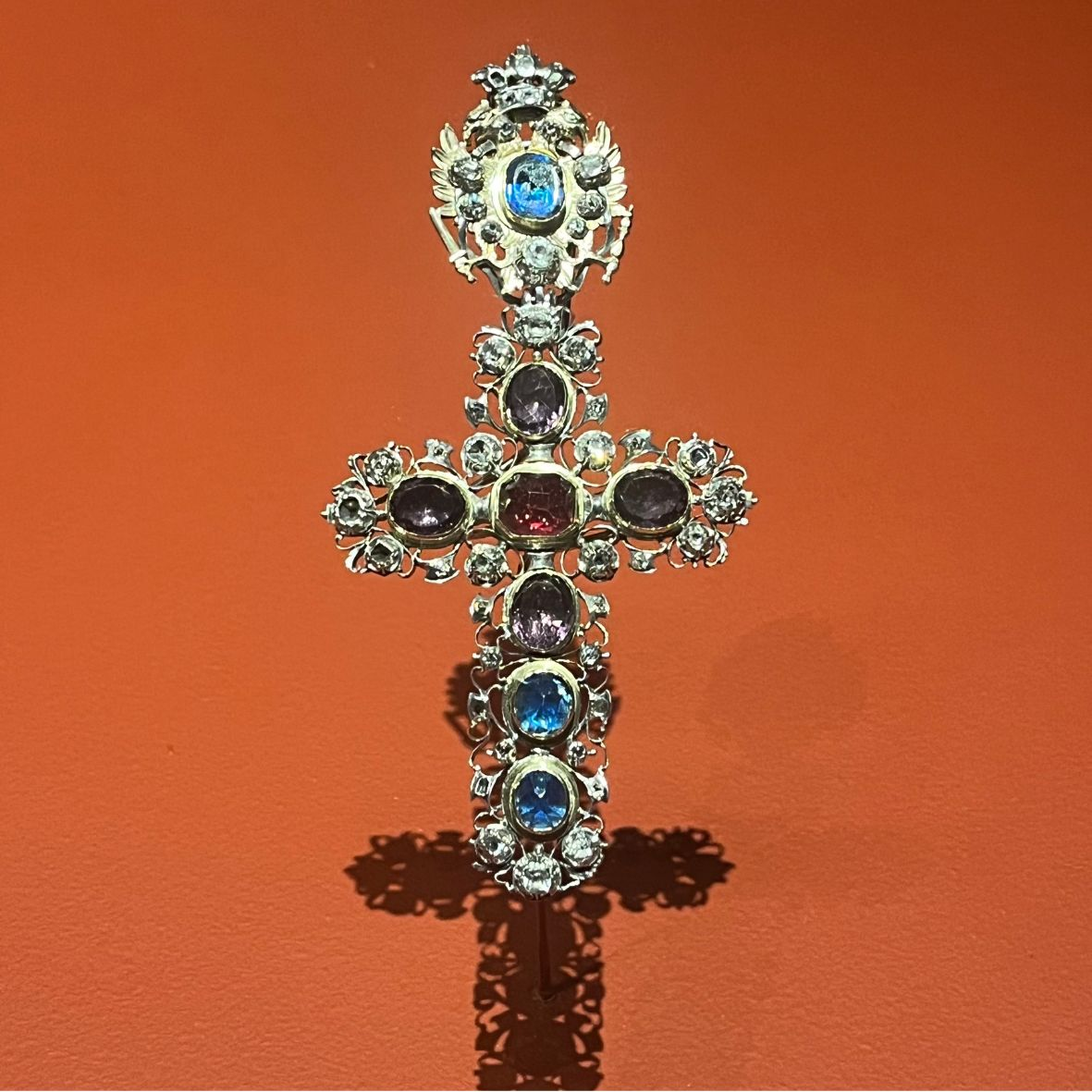
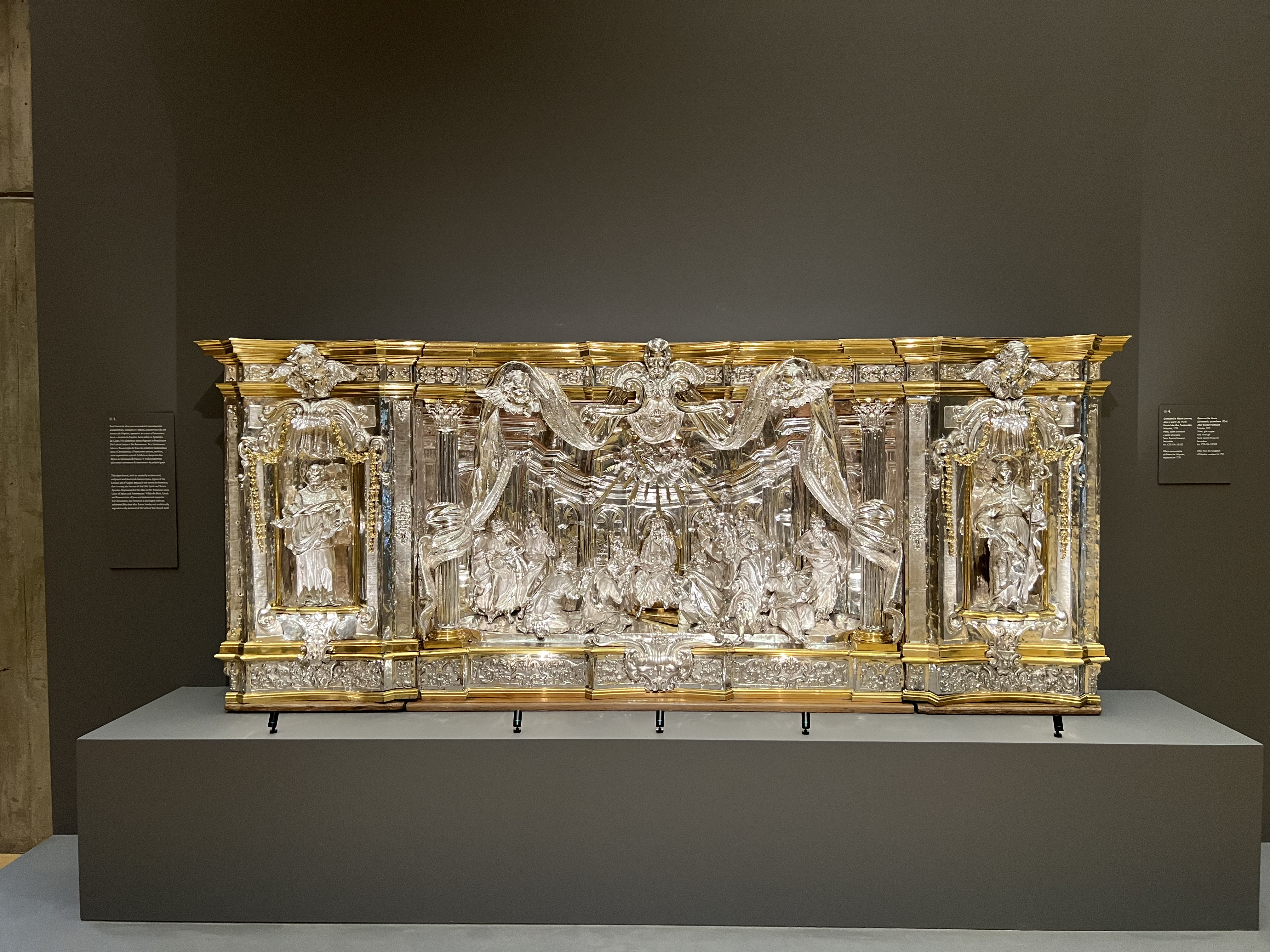
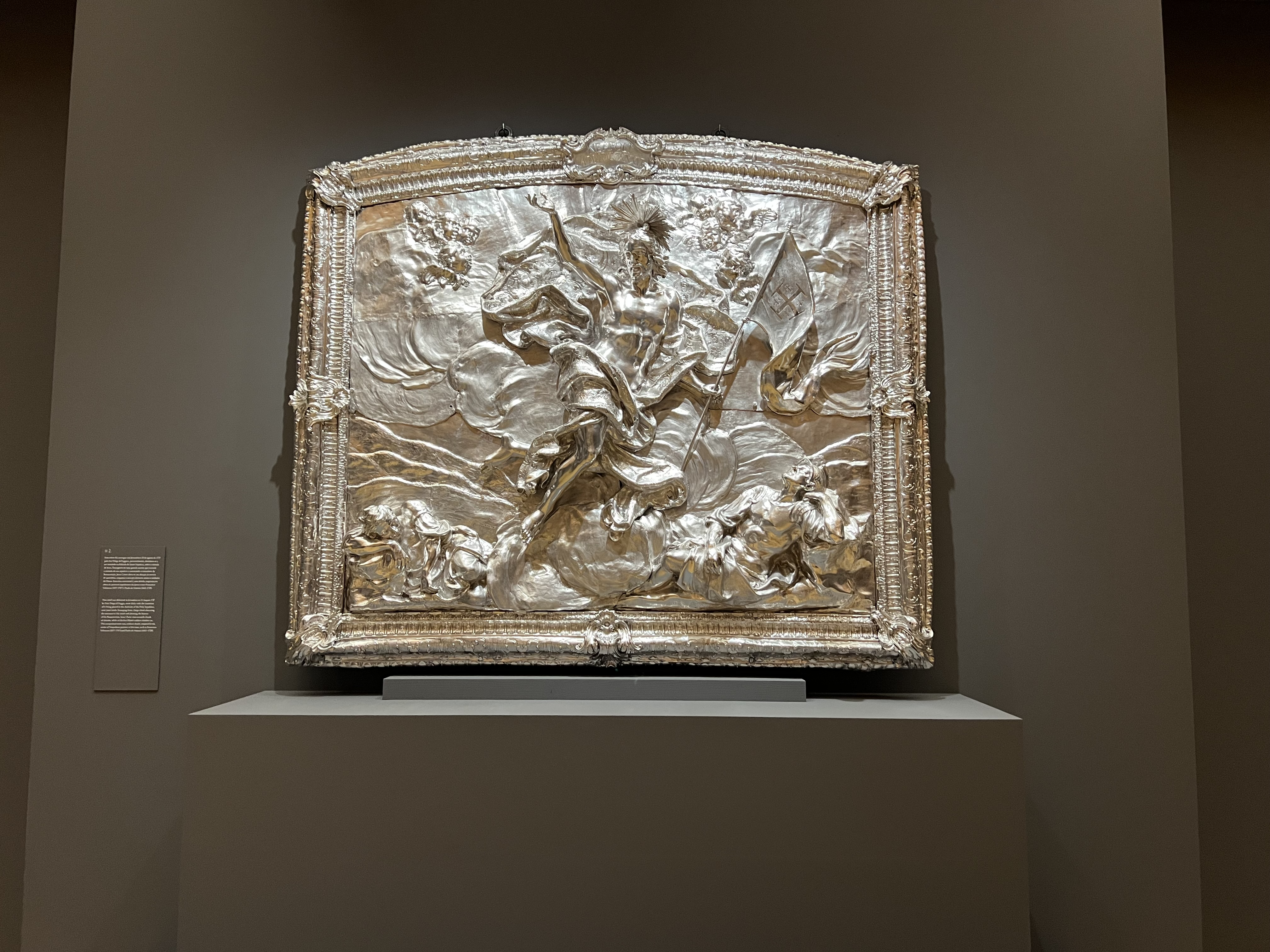
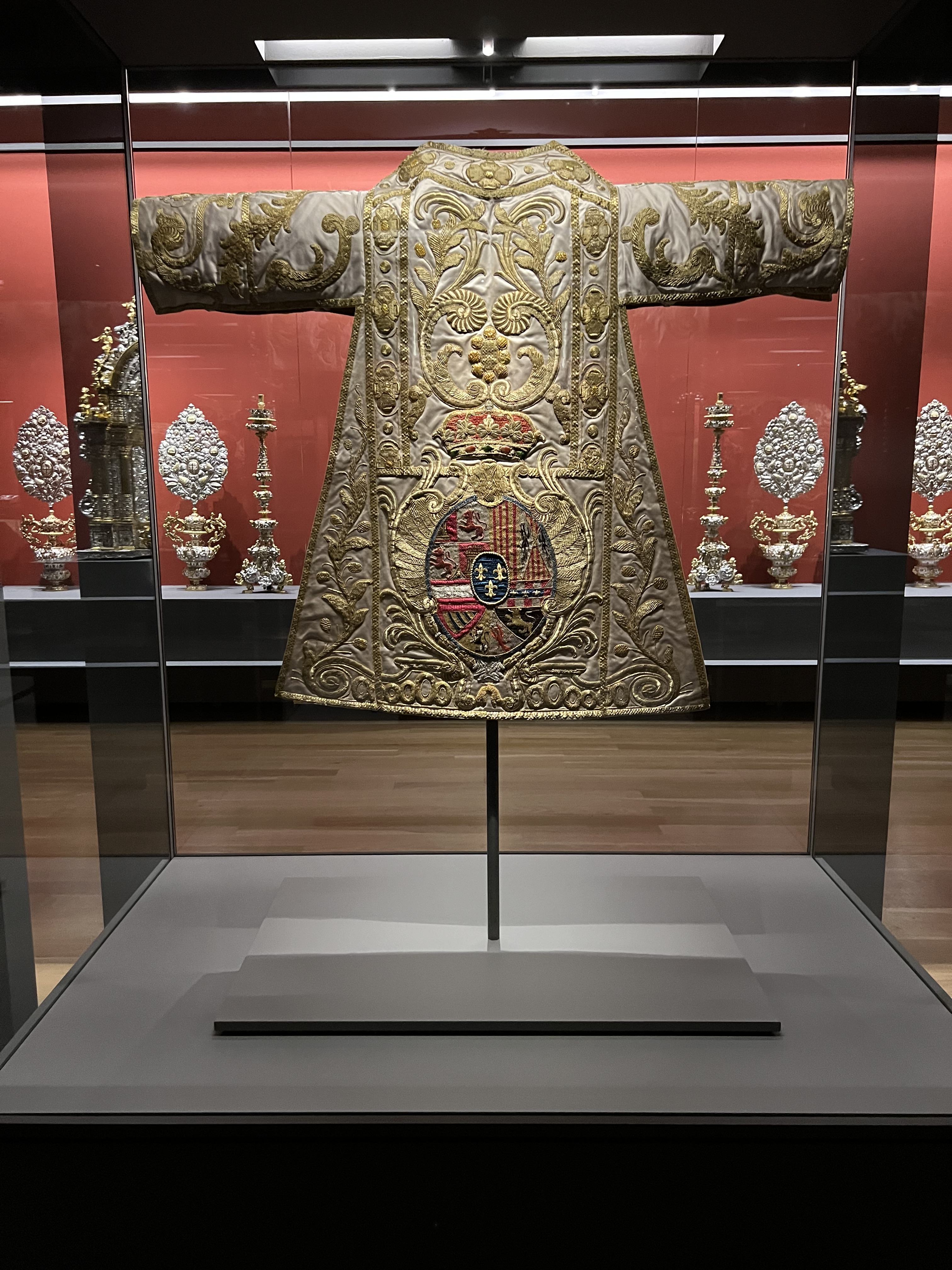

## Prêts et Collaborations du Terra Sancta Museum
- 1925: Esposizione Missionaria Vaticana, Cité du Vatican, Rome[18]
- 1992: Genova nell'Età Barocca, Galleria Nazionale di Palazzo Spinola, Gênes, Italie
- 1995: Die Reise nach Jerusalem, Jüdische Gemeinde zu Berlin, Berlin, Allemagne[19]
- 1997: The Glory of Byzantium, Metropolitan Museum of Art, New York, États-Unis[20]
- 1997: Voir Jérusalem, Pèlerins, Conquérants, Voyageurs, Inalco, Paris, France[21]
- 1999: Knights of the Holy Land - The Crusader Kingdom of Jerusalem, Musée d'Israël, Jérusalem[22]
- 2000: In Terrasanta. Dalla Crociata alla Custodia dei Luoghi Santi, Palazzo Reale, Milan, Italie[23]
- 2003: Il Medioevo europeo di Jacques Le Goff, Galleria Nazionale, Parme, Italie[24]
- 2005: Made In Belgium, Bruxelles, Belgique[25]
- 2006: L'uomo del Rinascimento. Leon Battista Alberti e le Arti a Firenze tra Ragione e Bellezza, Palazzo Strozzi, Florence, Italie
- 2007: Dead Sea Scrolls & Birth of Christianity, Séoul, Corée du Sud[26]
- 2010: Une chapelle pour le roi, Château de Versailles, Versailles, France[27]
- 2013: Trésor du Saint Sépulcre, Château de Versailles, Versailles, France[28]
- 2014: Barocco dal Santo Sepolcro, Galleria Canesso, Lugano, Suisse[29]
- 2015: Hong Kong (Hadavar Yeshiva), Hadavar Yeshiva (for the Nations), Hong Kong
- 2015: L'arte di Francesco, Galleria dell'Accademia, Florence, Italie[30]
- 2016: Arte sacra contemporanea, Montevarchi, Italie[31]
- 2016: Jerusalem 1000–1400. Every people under heaven, Metropolitan Museum of Art, New York, États-Unis[32]
- 2017: Faces of Palmira in Aquileia, Musée Archéologique National, Aquileia, Italie[33]
- 2017: Chrétiens d’Orient, 2000 ans d’histoire, Institut du Monde Arabe, Paris, France[34]
- 2017: Souffle sur la création, Église de Saint Germain l'Auxerrois, Paris, France[35]
- 2019: The Radziwills. History and legacy of the princes, Musée National, Vilnius, Lituanie[36]
- 2023: Treasures from Kings: Masterpieces from the Terra Sancta Museum, Museu Calouste Gulbenkian, Lisbonne, Portugal[14]
- 2024: Tesouros de Xerusalén en Santiago. Doazóns reais á Custodia franciscana de Terra Santa, Fundación Cidade da Cultura de Galicia, Saint-Jacques-de-Compostelle, Espagne[37]
- 2024 : Il Tesoro Di Terrasanta. La bellezza del Sacro: l'Altare dei Medici e i doni dei Re, Museo Marino Marini, Florence, Italie[38]